# Спенсер, Джереми
Джереми Спенсер — американский музыкант, композитор и музыкальный продюсер, бывший ударник метал-группы Five Finger Death Punch и фронтмен двух соло проектов Psycho Synner и Semi-Rotted. Является лучшим ударником 2012 года по версии журнала Revolver и лучшим ударником 2015 года по опросу читателей Loudwire.

## Биография

### Ранние годы (1973—2005)
Джереми Спенсер родился 8 января 1973 года в Окленд Сити, Индиана, в семье композитора и новеллиста Остина Гэри и актрисы Глори Хейд. Его сестра — Рэйчел Роквелл, театральный режиссёр. Спенсер начал играть на ударных в шесть лет на установке, подаренной его бабушкой на Рождество. Уже в детстве он начал устраивать концерты в своём районе, исполняя каверы на песни Kiss. В 17 лет Джереми со своей группой Fotocopie of Death выступал на разогреве у Pantera. После старшей школы он переехал в Лос-Анджелес, где встретил гитариста BulletBoys Мика Шведа. Там же он подружился с будущим гитаристом Five Finger Death Punch Джейсоном Хуком.
До Five Finger Death Punch Джереми был ударником в группе W.A.S.P., но был уволен оттуда Блэки Лолессом.

### Five Finger Death Punch (2005—2019)
В 2005 году Спенсер и бывший бас-гитарист группы U.P.O. Золтан Батори вместе с вокалистом Айвеном Муди, бас-гитаристом Мэттом Снелом и гитаристом Калебом Бинэмом основали грув-метал-группу Five Finger Death Punch. Первый альбом, The Way of the Fist, был выпущен 31 июля 2007 года, его сведением и мастерингом занимался бывший гитарист Machine Head и Soulfly Логан Мейдер. Альбом вошёл был в Billboard 200 на 104 позицию. Следующий альбом, War Is the Answer, был выпущен 	22 сентября 2009 года. По словам Джереми, все партии ударных на нём были записаны за 4 дня. Альбом был положительно оценён критиками и стал коммерчески успешным, достигнув 7 строчки Billboard 200. И The Way of the Fist, и War Is the Answer были сертифицированы как золотые по версии RIAA, а позже War Is the Answer был сертифицирован как платиновый.
Следующие альбомы Five Finger Death Punch также были коммерчески успешны: песня «Under and Over It» с альбома American Capitalist вошла в Billboard Hot 100, заняв 77 позицию, а альбомы The Wrong Side of Heaven and the Righteous Side of Hell, Volume 1 и Volume 2 достигли второй строчки Billboard 200. Шестой альбом группы, Got Your Six, также занял вторую строчку этого чарта и побил рекорд группы по чистым продажам в первую неделю, достигнув 114 000 проданных копий против 120 000 на Volume 2. Последний альбом группы, на котором принял участие Джереми Спенсер, получил название And Justice for None и был выпущен 18 мая 2018 года.
Осенью 2018 года Джереми был вынужден пропустить тур Five Finger Death Punch и Breaking Benjamin из-за операции на позвоночнике. Его временно заменил Чарли Энген из группы Scale the Summit. 18 декабря 2018 года Спенсер официально объявил об уходе из группы, связанным с проблемами со здоровьем и невозможности играть на том же уровне, что и раньше.

### После Five Finger Death Punch (2019—н.в.)
В июне 2019 года Джереми поступил на службу в полицию. На своей странице в Instagram он написал:

Недавно я принял присягу в качестве офицера запаса полиции в Рокпорте, департамент полиции Индианы, мэром города Гей Энн Харни. Я по-прежнему житель Лас-Вегаса, Невада, но для меня большая честь вернуться в этот район, когда я смогу служить в качестве офицера полиции и помогать моим братьям.
Оригинальный текст (англ.)I was recently sworn in as a Reserve Police Officer of the Rockport, Indiana Police Department by city Mayor Gay Ann Harney. I’m still a resident of Las Vegas, NV, but It’s an honor to be able to come back to this area when I can and serve the community as a reserve police officer and help out my brothers.
— 

## Личная жизнь
Спенсер принял участие в фильмах «The Second Coming», вышедшем в 2018 году, и «Murder Hill», который должен был выйти в 2017 году, но по состоянию на конец 2018 года находится в стадии производства.
Джереми является автором книги Death Punch'd: Surviving Five Finger Death Punch's Metal Mayhem — автобиографии о пребывании музыканта в Five Finger Death Punch. Книга вышла в сентябре 2014 года и вошла в список десяти самых продаваемых книг знаменитостей, составленный New York Times в том же месяце.
11 июля 2016 года музыкант женился на свой девушке Саре Лопес. На свадьбе присутствовал гитарист Five Finger Death Punch Джейсон Хук.